# 胡贝特·诺伊佩尔
胡贝特·诺伊佩尔（德語：Hubert Neuper，1960年9月29日—），奥地利男子跳台滑雪运动员。他曾代表奥地利参加1980年冬季奥林匹克运动会跳台滑雪比赛，获得男子个人高跳台银牌。